# الملعب الأولمبي (نواكشوط)
ملعب أولمبي هو ملعب متعدد الاستخدام يقع في تفرغ زينة، أحد مقاطعات نواكشوط عاصمة موريتانيا. غالبا ما يتم استخدامه لمباريات كرة القدم . يسع الملعب لجلوس 10 ألاف متفرج. يعتبر الملعب الرسمي الذي يخوض فيه منتخب موريتانيا مبارياته الدولية.